# Prince of Persia: Le sabbie dimenticate (Wii)
Prince of Persia: Le sabbie dimenticate (Prince of Persia: The Forgotten Sands nell'originale) per la console Wii è un videogioco pubblicato nel 2010 da Ubisoft, che mantiene lo stesso titolo dell'interquel della trilogia delle Sabbie del Tempo, ma ne differisce totalmente sia nella trama che nella modalità di gioco, essenzialmente per sfruttare le potenzialità della piattaforma e soddisfarne l'utenza.

## Trama
Risplende timida di sorrisi angelici.

Calpestala piano, non farla gridare,

ché è il frutto del sogno di un amante.»
(Poesia di Omar Khayyam, incipit del gioco)
La storia inizia dall'epilogo. Un principe viene guidato da una jinn tra le rovine di un palazzo che crolla e sprofonda nella sabbia, fino ad essere inghiottito da un gorgo di sabbia, lasciando il dubbio che il principe sia stato ingannato dal piccolo spirito.
La storia riprende quindi un po' di tempo prima, per raccontare cosa accadde davvero.
Il principe è in questo titolo un avventuriero in compagnia di un curioso genio femmina di nome Zahra trovato e acquistato in un bizzarro mercato. Costei ha promesso al principe, in cerca di indipendenza dal padre, l'immortalità, una principessa e un regno. Il genio conduce il suo scettico proprietario in una oasi in mezzo al nulla, per mantenere la promessa. Anziché dargli l'immortalità, Zahra fa baciare al principe una statua che la riproduce, per costituire un legame tra i due, in modo che egli non possa morire, fintanto che raccoglierà le anime dei jinn disseminate sul cammino. Questo legame permette al principe di vedere con gli occhi delle creature magiche: si apre alla sua vista un regno incantato celato alla vista dei comuni mortali.
Inizia quindi l'avventura per la conquista di Izdihar, reso visibile dalla magia. Questo regno, un tempo magnifico e dove la magia "avrebbe potuto riempire un oceano", si trova ad essere aggredito e soffocato dalla maledizione di una pianta velenosa detta Haoma, capace di rendere mostri deformi gli abitanti di Izdihar: il principe deve eliminare questa minaccia per ottenere il suo trono. Appena giunti alle porte del regno, però, il principe incautamente estrae una spada magica da una strega che venne sigillata molto tempo prima, a costei si dovette la diffusione della Haoma e l'incauta mossa non ha fatto che peggiorare la situazione. Inoltre, visto l'accaduto, una orrenda creatura aggredisce il principe il quale si difende con la spada magica, spezzandone la lama nel corpo della creatura. La jinn, rimproverandolo, dice al principe che il solo modo per fermare l'Haoma è l'uso di quella spada. I due perciò partono all'inseguimento della creatura per recuperare la lama e trovare un sistema per poterla forgiare di nuovo.
Nel lungo inseguimento cresce il legame tra i due protagonisti: la jinn infatti dona al principe nuovi poteri e abilità per superare ostacoli apparentemente insormontabili, sconfiggere i nemici incontrati strada facendo e incrementando la sua energia. Il principe inoltre si rende conto ad ogni passo delle motivazioni della sua piccola guida: il regno di Izdihar era un tempo abitato dai jinn, ma la diffidenza umana e la minaccia dell'Haoma li costrinse ad abbandonare la città. La liberazione del regno sarebbe quindi diventata una opportunità per Zahra per tornare in quel luogo adesso infestato. L'inseguimento della creatura viene rallentato dagli attacchi della strega, la quale offre al principe un ricco e magnifico regno e una bellissima principessa, ma egli rifiuta, scatenando la furia della strega.
Raggiunta e sconfitta la creatura, questa rivela di essere il vecchio re di Izdihar, reso deforme dalla maledizione. Poco prima di morire, notando il valore del principe, il vecchio re gli affida la liberazione del regno e lo sprona a compiere ciò che a lui non riuscì, ossia uccidere la strega chiedendo aiuto agli dei nel santuario. Il principe e la piccola jinn, quindi, raggiunto il santuario, trovano il modo di accedere alle sfide delle quattro divinità del Cielo, della Terra, del Mare e della Luna. Queste divinità (costituenti un tetramorfo corrispondente al kâribu mesopotamico), dopo aver sottoposto il principe ad una prova ciascuno, riforgeranno la spada affinché egli la usi per sconfiggere la strega e distruggere l'Haoma una volta per tutte.
Il principe quindi giunge a cospetto della strega sulla torre più alta del palazzo, la quale darà filo da torcere al nobile persiano. Tuttavia, colpendo ripetutamente l'origine dei suoi poteri (un gigantesco fiore corrotto), il principe sconfigge definitivamente la strega, liberando il corpo che la ospitava: essa infatti si era impossessata del corpo della principessa, rimasta ormai l'ultimo membro della magica stirpe reale di Izdihar. Il principe ha liberato il regno e ottenuto la principessa, senonché l'ultimo ramo dell'Haoma afferra la principessa per le gambe portandola sul ciglio della torre. Il nobile persiano riesce a prenderla prima che cada, ma non riesce a trattenerla e rischia di essere trascinato anche lui. Il genio, notando la situazione disperata, si impossessa del corpo del principe, dona tutti i poteri che egli acquisì durante l'avventura alla principessa e la lascia quindi cadere donandole l'immortalità dei jinn.
Qui la storia riprende da dove era iniziata: perduto anche l'ultimo membro della dinastia reale, Izdihar viene inghiottita dalle sabbie, sparendo per sempre dalla Terra. Il principe deve correre per mettersi in salvo, tra le macerie che gli cadono intorno e la jinn lo guida fino ad un vortice di sabbia. Fidandosi del genio, il protagonista si lancia senza esitazione.
Il principe non è morto, ma è finito in una dimensione magica, in cui ha dimenticato chi egli sia, dove si trovi e quale sia il suo scopo. Guidato dalla voce del genio, egli raggiunge la sua normale dimensione: l'oasi nel deserto dove era iniziata l'avventura. La jinn scompare dalla vista del principe e lui raccoglie quasi istintivamente un frammento della statua che gli permise il legame con la sua compagna di avventura.

## Personaggi
- Il Principe di Persia. Il principe è in cerca di un territorio da conquistare, per dimostrare al proprio padre il suo valore. Pur essendo nobile di nascita, egli ha l'aspetto di un guerriero che ha affrontato molte battaglie, dalla divisa logora e dal corpo segnato da numerose ferite. In uno dei suoi viaggi ha incontrato un genio, comprato in un bizzarro mercato.
- Zahra. Un genio femmina, un tempo residente nel regno incantato di Izdihar, ha convinto il principe a liberare la sua antica dimora da una grave maledizione che ha appestato la città e persino i luoghi magici che con essa comunicano. Parca di risposte, svela il suo obiettivo per indovinelli e solo un po' per volta, aiutando il principe nella sua impresa, offrendogli i suoi poteri generativi e una sorta di immortalità. Dopo aver salvato il principe da morte certa portandolo con sé in una dimensione magica, lo lascia da solo nell'oasi dove si trovava l'ingresso di Izdihar, certa che prima o poi le loro strade si ricongiungeranno ancora.
- La Haoma. Apparentemente una pianta rossa simile ad un rampicante, si tratta di una infestazione magica che risucchia la magia da Izdihar, portando morte e distruzione.
- La Strega. Si deve a costei la maledizione della città incantata. La strega è in realtà l'alter ego della principessa, la quale allontanò in passato i jinn da Izdihar favorendo l'ingresso dell'Haoma e nel contempo tramutandosi in una strega. Una volta liberata dall'incantesimo, rischia la vita per un'ultima volta, ma ottiene dal principe i poteri dei jinn, per sparire nelle sabbie insieme a tutto il suo regno.
- La Bestia. Un essere deforme che un tempo fu il re di Izdihar. Tramutato a causa del maleficio, egli rimase a guardia del corpo della strega trafitto dalla spada magica che la imprigionava, fin quando non è giunto il principe a liberarla. Quando ancora fu umano emise un proclama che concedeva il suo regno e la mano della figlia a chiunque fosse riuscito a liberarla.
- Il Guardiano. Si tratta di una creatura vegetale animata dai poteri della strega. Per riuscire ad esistere ha bisogno di una testa di pietra, che ottiene dai bassorilievi sulle mura del bastione di Izdihar.
- Esistono infine alcuni nemici che si incontrano durante il gioco. Gli schiavi dell'Haoma erano un tempo gli abitanti di Izdihar, orribilmente mutati a causa del maleficio; fisicamente molto simili ad essi, ma ben più resistenti, sono i guerrieri dell'Haoma. Gli arcieri, deboli in uno scontro frontale, colpiscono il principe da lunghe distanze; analoghi sono i cacciatori, ostici anche negli scontri frontali. I campioni minotauri, difesi da ampi scudi, sono particolarmente difficili da abbattere e, come dice il nome stesso, sono ispirati al mostro mitologico Minotauro. Le bestie ctonie sono animali selvatici dall'aspetto di gorilla con testa felina e lunghe zanne, essi attaccano in carica il principe e sono piuttosto resistenti. Le sacerdotesse dell'Haoma, fisicamente simili ai maghi dei corvi presenti nei titoli Prince of Persia: Spirito guerriero e Prince of Persia: I due troni, ma a differenza loro non attaccano direttamente il principe: provvedono invece ad aumentare la forza e la resistenza degli altri combattenti. Le assassine tentatrici sono in tutto e per tutto identiche agli avversari femminili presenti nel titolo Prince of Persia: Le sabbie del tempo; anche gli scarabei sono ispirati agli animali presenti tanto nel primo titolo, quanto negli altri presenti nella saga delle Sabbie del Tempo. Un altro tipo di insetto sono i mortali scarabei necrofagi, piccoli, numerosi e letali, non si possono colpire e il principe può solo fuggire da essi; anche la pianta fugu (così chiamata in omaggio alla famiglia ittica Tetraodontidae) non si può uccidere e si può solo evitare, questa pianta fluttuante è una creatura dell'Haoma che viene attratta dalla magia dei jinn per distruggerla, causando non poche difficoltà al principe.

## Modalità di gioco
Il gioco Le Sabbie dimenticate cerca di recuperare alcune novità introdotte nel titolo Prince of Persia del 2008, sfruttando nel contempo le potenzialità dei comandi della differente piattaforma.
Il giocatore si trova a dover affrontare il crollo del palazzo e imparare rapidamente i comandi base, i quali sono molto semplici. Si usa infatti la levetta del nunchuk per muovere il principe, mentre col tasto A del wiimote si salta o si corre lungo le pareti.
Successivamente viene sfruttato il tasto C del nunchuk in associazione al wiimote per muovere la telecamera. Infine, piano alla volta, vengono coinvolti anche tutti gli altri tasti (i direzionali del wiimote; il tasto B per attivare i poteri generativi del principe; il tasto R per parata, caduta, interazione con oggetti; il pulsante - per avere la visuale dall'alto; il pulsante + per attivare il menù di pausa).
Il gioco si sviluppa con modalità di piattaforma tridimensionale e, in alcuni punti, bidimensionale, sfruttando al solito le agilità del principe quali ampi salti, corse lungo i muri, arrampicate sui cornicioni, crepe, colonne, travi, muri, rampicanti e aste, a cui si aggiungono i poteri generativi acquisiti durante il gioco: la possibilità di creare appigli spirituali (utili ad aggrapparsi per proseguire le arrampicare o le corse sui muri), vortici (utili a porre il principe a quote più alte), sfere magiche (utili a salvare il protagonista in caso di cadute). I tre poteri generativi sono combinabili tra loro e consentono al giocatore di personalizzare il percorso da seguire.
Nel corso del gioco vanno affrontati diversi nemici in combattimento, in cui si possono sfruttare i tre poteri ricevuti da Zahra, oppure nel caso dei "boss" seguendo una combinazione obbligata. I nemici non sono particolarmente numerosi, ma hanno diverse caratteristiche: dall'arciere, letale sulle lunghe distanze, al campione minotauro, particolarmente forte e resistente, dotato di scudo, alle bestie ctonie, particolarmente brutali nelle rincorse. Esistono tre "boss" da affrontare: il Guardiano, la Bestia, la Strega. Le modalità di combattimento sono diverse per i tre avversari. Il Guardiano va affrontato colpendo le gemme presenti negli arti schivandone i colpi (analogamente a Ratash del titolo Prince of Persia: Le sabbie dimenticate della saga delle Sabbie del Tempo) fino a stancarlo: si potrà sfruttare la parete sulla sinistra per arrampicarsi e colpirlo più volte, analogamente a quanto accadeva con Klompa, il primo boss de I due troni. Il secondo e il terzo confronto sono accompagnati da arcieri che colpiscono dai balconi alle sue spalle, andrà usato in contemporanea il wiimote colpendo le gemme magiche e facendoli precipitare. La Bestia si dovrà sconfiggere colpendola ripetutamente fino a farla cadere sul pavimento a sezioni colorate, quindi si dovrà usare il wiimote sulle superfici energizzate colorate, facendo attenzione a scegliere il colore corrispondente alla sezione su cui è caduto il nemico. Infine la Strega si affronta due volte, la prima la si deve evitare sfruttando i poteri generativi ottenuti, la seconda volta la si deve colpire ripetutamente per poi arrampicarsi sulle rovine sospese, analogamente a quanto accade nel combattimento finale tra il principe e Zervan ne I due troni.
Esistono diversi tipi di trappole lungo il gioco, da affrontare direttamente o da evitare grazie ai poteri generativi. Queste sono per lo più le medesime degli altri titoli: spuntoni dal pavimento, pilastri rotanti con lame, tronco oscillante, frecce, seghe circolari verticali e lungo le pareti. Ad esse si aggiungono nuove tipologie di trappole da evitare, come le piante rosse dell'Haoma (lungo le pareti, fisse, oppure mobili come fruste sia su pareti che dal pavimento) o le seghe a muro. A queste si aggiungono le piante gialle, in sé innocue, ma che impediscono l'uso dei poteri generativi.
In merito ai meccanismi da far funzionare, essi sono ancora una volta quelli già usati in altri titoli, come i piedistalli in pietra da muovere su interruttori sul pavimento, anelli a parete e interruttori sul pavimento che aprono porte per tempi limitati, leve rotanti che muovono pavimenti o pareti. Ad essi si aggiungono i meccanismi da attivare con i poteri magici acquisiti durante il gioco, come i cristalli del potere capaci di muovere pareti, pavimenti, balconi etc, le porte magiche di cui bisogna riprodurre fedelmente la combinazione illustrata, le superfici energizzate, costituite da pannelli a forma di stella ad otto punte che attivano appigli spirituali o vortici.
Il salvataggio del gioco è automatico al passaggio davanti alle fontane, oppure ottenendo i potenziamenti previsti e quelli celati, situati nelle statue riproducenti Zahra e dietro i "santuari", porte magiche di roccia luminescente decorate agli stipiti da bassorilievi e su cui sono incise scritture in caratteri cuneiformi.
Il protagonista ha inizialmente una barra di vita limitata, che può essere incrementata trovando lungo il corso del gioco bevendo da fontane magiche molto simili a quanto visto nel titolo Le sabbie del tempo. A seguito del legame con Zahra, il principe ottiene tre sfere di energia che costituiscono i numeri di volte in cui egli può rinascere dal punto in cui è morto, analogamente a quanto accadeva nel titolo Prince of Persia del 2008. Per ricaricare le tre sfere, bisogna raccogliere le anime dei jinn, nuvolette luminescenti dorate che ricordano le sfere di sabbia dei titoli precedenti. Queste si trovano fluttuare lungo il sentiero (suggerendo così quale sia il percorso da fare) analogamente al titolo del 2008, oppure si trovano rompendo i vasi presenti in giro per le stanze e nei luoghi nascosti. Al momento in cui si esauriscono, il giocatore dovrà rifare tutto il gioco a partire dall'ultimo salvataggio effettuato. Le sfere di rinascita possono essere incrementate anche queste bevendo dalle fontane magiche, arrivando ad un massimo di sei.
Le abilità eroiche (progressi nel combattimento) e i poteri generativi del principe vengono incrementati nel corso del gioco, distruggendo bauli colorati (blu, rossi, verdi e dorati), raccogliendo le anime dei jinn o sconfiggendo gli avversari, seguendo in maniera semplificata quanto accade nell'omonimo titolo per PS3, XBox e PC. Nel caso si concluda il gioco e si inizi una nuova partita, non sarà più necessario incrementare i livelli del principe, facilitando il gioco.
Sono presenti infine diversi extra, sbloccabili durante il gioco. Tra questi un elenco di attività da compiere chiamate sfide eroiche che ricorda i punti abilità della serie di giochi di Spyro o i punti stile in Ratchet & Clank, entrambi prodotti dalla casa Insomniac Games.

## Modalità cooperativa
Il titolo Prince of Persia: Le sabbie dimenticate per Wii è giocabile in modalità cooperativa, con l'aiuto di un altro giocatore. Questo interpreterà Zahra, senza bisogno di cambiare impostazioni di gioco, e potrà aiutare il giocatore principale ad affrontare le sfide. Il secondo giocatore può:
- rallentare i nemici temporaneamente;
- rallentare le trappole temporaneamente;
- tracciare il percorso da far svolgere al principe per aiutarlo (in realtà il percorso viene stabilito dalla CPU, a seguito del comando del secondo giocatore);
- potenziare il valore delle anime dei jinn;
- alleggerire il peso dei piedistalli in pietra;
- scambiare i poteri generativi con il primo giocatore in modo che sia il secondo giocatore a creare appigli spirituali, vortici e sfere magiche.

## Extra
Il menù extra si compone di tre voci: Bonus, Sfide eroiche e Ringraziamenti.
Bonus
Nel menù Bonus vi sono i contenuti speciali aggiuntivi. Essi sono:
- gestione abiti, in cui scegliere gli abiti del Principe nel titolo Le sabbie dimenticate e nel titolo Le sabbie del tempo (da sbloccare) oppure del Principe Oscuro nel titolo I due troni (da sbloccare);
- armi del principe, dove oltre alla spada del titolo, vi sono opzionali (da sbloccare) la spada del principe, la spada del re, il pugnale delle sabbie (da Le sabbie del tempo), l'infrangi muri (da Spirito guerriero);
- mappe segrete, quattro minigiochi da sbloccare (2D, labirinto oscuro, torre degli dèi, corsa veloce) tutti composti da tre livelli di difficoltà, il quale superamento sblocca altri extra del bonus;
- gallerie immagini, contiene sfondi e bozzetti usati per il gioco o scartati (titoli: ambienti I, personaggi I, personaggi II, ambienti II);
- video, si tratta di una raccolta di quattro semplici filmati relativi allo sviluppo del gioco intitolati diario degli sviluppatori con relativo numero progressivo in caratteri latini e relativi rispettivamente alle animazioni per il gioco, ai livelli del gioco, agli ambienti di gioco, ai filmati per il gioco.

Sfide eroiche
Le sfide eroiche sono 84 diverse attività che vanno svolte durante il gioco. Alcune di queste si effettuano semplicemente svolgendo la storia, come i titoli L'hai rotto (si ottiene appena viene distrutto il naso della statua alle porte di Izdihar), Che cervellone (aprendo la Porta dei prescelti), Spazzali! (uccidendo gli scarabei necrofagi nel Serraglio dei miti). Altre si ottengono svolgendo attività speciali, come Ancora! (risolvere l'enigma della Porta dei prescelti in più di trenta mosse), Cristallo (raggiungere un grosso cristallo rosso nel Suq di Izdihar e toccarlo), Senza aiuti (non usare nessuna fontana della Sfida dell'umiltà) o Appigliato (combinare dieci appigli spirituali con altrettante corse sui muri). Dodici sfide si superano con i minigiochi, sono le medaglie di bronzo, argento e oro dei quattro giochi presenti nel menù Bonus. Infine le sfide che si superano attraverso l'evoluzione del personaggio, come Maestro di spada o Maestro di poteri.

## Easter egg
Questo titolo, molto più ironico dei capitoli precedenti, contiene numerosi easter egg che offrono un maggiore divertimento al giocatore. Tra gli altri, la presenza di tre ampolle di diverso colore contenenti una bevanda da far bere al principe è una chiara citazione dal primo titolo della saga creata da Jordan Mechner, Principe di Persia. Il contenuto delle ampolle tuttavia non fornisce nulla, ma permette di sbloccare tre rispettive sfide eroiche ed alcuni bonus. Altre sorprese per i fan sono i percorsi da compiere in 2D e i riferimenti ai titoli della serie delle Sabbie del Tempo, come per esempio gli abiti e le armi da sbloccare svolgendo alcune sfide eroiche (tra queste, il pugnale del tempo di Prince of Persia: Le sabbie del tempo o la spada infrangi muri de Prince of Persia: Spirito guerriero). Nel livello Il serraglio dei miti, sconfitti gli scarabei necrofagi, si può tornare indietro nel pozzo per raggiungere un ambiente nascosto: appendendosi sul bordo appare il logo della Ubisoft, visibile solo puntandovi la telecamera. Analogamente accade nel livello La sfida dell'Umiltà: tra la costellazione del Leone e la costellazione dell'Ariete visibili in cielo vi è una costellazione a scomparsa, che rappresenta un coniglio del ciclo di giochi Rabbids sviluppato dalla stessa Ubisoft, con in mano la caratteristica ventosa sturalavandini. Nel medesimo livello, al di sotto della grande statua rappresentante il dio della Luna, si raggiunge un gigantesco monolito nero, costituente una sfida eroica, chiara citazione dal film 2001: Odissea nello spazio. Un'altra sfida eroica che cita un film di successo è Questa è Persia!, in cui si deve spingere in un fosso almeno un nemico con un calcio, ispirata al film 300.

## Critica
Il titolo, pur deludendo per la trama poco complessa, per i combattimenti molto poveri, una varietà audio piuttosto limitata sebbene di buona qualità e per un generico livello di difficoltà basso, è stato accolto molto positivamente per la qualità grafica, lo sfruttamento dei comandi Wii, per il gameplay ben strutturato e in generale è stato considerato un ottimo reboot della saga, apprezzato talora anche più del titolo omonimo connesso alla saga principale, aggiustando il tiro rispetto al titolo del 2008 e rispetto alla versione per Wii de I due troni.

## Accoglienza
Prince of Persia: Le sabbie dimenticate ha ricevuto un'accoglienza genericamente favorevole, con un punteggio di 77/100 su Metacritic, basato su 24 giudizi, e un punteggio di 8.1 da parte degli utenti, basato su 29 voti. Su 1UP.com ha ricevuto il punteggio C+, EuroG gli ha dato 7/10, da IGN ha ottenuto 8/10, su GSpot ha avuto 7.5/10 e Game Informer gli ha dato il voto di 8/10.